# Herbert Günther (Schriftsteller, 1947)
Herbert Günther  (* 14. Juni 1947 in Göttingen) ist ein deutscher Schriftsteller, Übersetzer und Drehbuchautor mit einem Schwerpunkt auf Kinder- und Jugendliteratur.

## Leben
Seine Kindheit und Jugend verbrachte Herbert Günther in Wöllmarshausen. Von 1965 bis 1968 machte er in Göttingen eine Lehre zum Buchhändler und war dort auch drei Jahre als solcher tätig. Danach arbeitete er sieben Jahre als Lektor von Kinder- und Jugendbüchern im Otto Maier Verlag in Ravensburg. Anschließend war er wiederum sieben Jahre lang Leiter einer Kinderbuchhandlung in Göttingen und von 1986 bis 1988 Lektor im Boje Verlag in Erlangen.
Sein erstes eigenständiges Buch Onkel Philipp schweigt legte er 1974 im Recklinghäuser Georg Bitter Verlag vor. In den 1980er Jahren verfasste er fünf Drehbücher für die Kinderfilmserie Neues aus Uhlenbusch im ZDF. Seit 1988 ist Herbert Günther freier Schriftsteller. Von da an hat er zusammen mit seiner Frau Ulli Günther auch zahlreiche Kinder- und Jugendbücher aus dem Englischen ins Deutsche übersetzt, darunter u. a. jeweils mehrere Titel von David Almond, Avi, Alyssa Brugman, Anne Fine, P.B. Kerr, Magdalen Nabb und Angie Sage. Für seine eigenen Werke wie auch für seine Übersetzungen wurde er mehrfach ausgezeichnet und 2006 für den Deutschen Jugendliteraturpreis nominiert. Für ältere Jugendliche und Erwachsene hat er zudem eine Biografie zu Wilhelm Busch und einen Roman zu Gottfried August Bürger vorgelegt. Nach zahlreichen Buchveröffentlichungen in Verlagen wie Ravensburger, Friedrich Oetinger und Thienemann, legte Gunther zwischenzeitlich auch Selbstpublikationen von Neuausgaben und eine Originalausgabe vor.
Herbert Günther lebt mit seiner Familie in Friedland bei Göttingen.

## Auszeichnungen
- 1987: Künstlerstipendium und Kunstpreis des Landes Niedersachsen für Literatur im Rahmen des Nicolas-Born-Preises
- 1996: Friedrich-Bödecker-Preis
- 2006: Katholischer Kinder- und Jugendbuchpreis, zusammen mit Ulli Günther Sonderpreis für die Übersetzung von David Almond: Feuerschlucker
- 2006: Nominierung für den Deutschen Jugendliteraturpreis, zusammen mit Ulli Günther für die Übersetzung von David Almond: Feuerschlucker
- 2007: Die besten 7 Bücher für junge Leser, zusammen mit Ulli Günther für die Übersetzung von David Almond: Feuerschlucker
- 2011: Die besten 7 Bücher für junge Leser (Juni) für Wir Kinder von früher, Karl Heinz Mai (Fotos), Franziska Neubert (Gestaltung)
- 2011: Die besten 7 Bücher für junge Leser (August) für Mein Leben als Fee, mit Illustrationen von Rotraut Susanne Berner
- 2011: JuBu Buch des Monats August für Mein Leben als Fee, mit Illustrationen von Rotraut Susanne Berner
- 2012: JuBu Buch des Monats Februar, zusammen mit Ulli Günther für die Übersetzung von Linzi Glass: Die Farbe der Freundschaft
- 2012: Die besten 7 Bücher für junge Leser für Kann passieren – Wahre Geschichten von erfundenen Tieren
- 2016: Harzburger Eselsohr für Zeit der großen Worte

## Bibliografie (Auswahl)

### Romane
- Vermutungen über ein argloses Leben, Mit einem Protokoll von Gottfried August Bürger 1781, Arena Verlag, Würzburg 1982, ISBN 3-401-03924-5; TB-Ausgabe Goltze-Verlag, Göttingen 1997 ISBN 3-8845-2788-6

### Kinder- und Jugendliteratur

#### Bilderbücher
- Das Regentier kommt, Illustrationen: Edith Schindler, Ravensburger Buchverlag, Ravensburg 1976, ISBN 3-473-33545-2
- Kann passieren – Wahre Geschichten von erfundenen Tieren, Illustrationen: Andreas Röckener,  Klett Kinderbuch Verlag, 2012. ISBN 978-3-941411-50-0

#### Kinderbücher
- Elisa und der Schuhauszieher, Kinderbuch, Thienemann Verlag, Stuttgart 1985, ISBN 3-522-15050-3
- Der Geburtstag des Indianers, Kinderbuch, Ravensburger Buchverlag, Ravensburg 1989, ISBN 3-473-34386-2
- Ole und Okan, Kinderbuch, Friedrich Oetinger Verlag, Hamburg 1990, ISBN 3-7891-1004-3

TB-Neuausgabe mit Illustrationen von Petra Probst, Die Schatzkiste, München 2001 ISBN 978-3935284554
- Die Köchin des Königs, Kinderbuch, Ravensburger Buchverlag, Ravensburg 1991, ISBN 3-473-34333-1
- Hulle Hansen, kurz HuHa, Lachhafte Geschichten für Kinder, Rowohlt Rotfuchs, Reinbek 1991, ISBN 3-499-20604-8
- Herbert Günther erzählt wie ein Fernsehfilm entsteht, Kinderbuch, Friedrich Oetinger Verlag, Hamburg 1992, ISBN 3-7891-7505-6
- Herbert Günther erzählt von Großvaters Kindheit, Kinderbuch, Friedrich Oetinger Verlag, Hamburg 1994, ISBN 3-7891-7516-1
- Der erste Ferientag, Kinderbuch, Friedrich Oetinger Verlag, Hamburg 1995, ISBN 3-7891-1036-1
- Der Geheimbär, Kinderbuch, Georg Bitter Verlag, Recklinghausen 1995, ISBN 3-7903-0533-2
- Luftveränderung, Aus einer Kindheit 1957, Kinderbuch, Friedrich Oetinger Verlag, Hamburg 1998, ISBN 3-8334-1803-6

TB-Neuausgabe BoD, Norderstedt 2005, ISBN 3-8334-1803-6
- Leo, der Familienhund, Kinderbuch, Friedrich Oetinger Verlag, Hamburg 2001, ISBN 3-570-21461-3
- Leo, ein Hund für alle Fälle, Kinderbuch, Friedrich Oetinger Verlag, Hamburg 2003, ISBN 3-7891-3609-3
- Leo, der Ferienhund, Kinderbuch, Friedrich Oetinger Verlag, Hamburg 2005, ISBN 3-7891-3612-3
- Mach's gut Lucia!, Ein Geschichtenbuch über die Kinder der Welt, Reihe Hanser, Deutscher Taschenbuch Verlag, München 2006, ISBN 978-3-423-62255-4

Neuausgabe bei terre des hommes, 2012. ISBN 978-3941553095
- Mein Leben als Fee, Gerstenberg Verlag 2011 ISBN 978-3-8369-5348-1
- Wir Kinder von früher – Bilder und Geschichten aus einer anderen Zeit, Karl Heinz Mai (Fotos), Franziska Neubert (Gestaltung), Klett Kinderbuch Verlag, 2011, ISBN 978-3-941411-39-5

#### Jugendbücher
- Onkel Philipp schweigt, Jugendbuch, Georg Bitter Verlag, Recklinghausen 1974, ISBN 3-7903-0185-X
- Unter Freunden, Jugendbuch, Georg Bitter Verlag, Recklinghausen 1976, ISBN 3-499-20224-7
- Lieber Onkel Paul, Kinderbuch, Jugendbuch, Thienemann Verlag, Stuttgart 1984, ISBN 3-522-13800-7
- Die Reise zum Meer, Jugendbuch, Friedrich Oetinger Verlag, Hamburg 1994, ISBN 3-473-58170-4; TB-Neuausgabe als Selbstpublikation. BoD, Norderstedt 2007, ISBN 978-38334-7080-6
- Ein Sommer, ein Anfang, Jugendbuch, Friedrich Oetinger Verlag, Hamburg 1999, ISBN 3-7891-3602-6; TB-Neuausgabe als Selbstpublikation. BoD, Norderstedt 2004, ISBN 3-8334-1803-6
- Ein unmöglicher Freund, Boje Verlag, Köln 2008, ISBN 978-3-414-82066-2
- Roberts Land, Eine Familiengeschichte, Gerstenberg Verlag 2010 ISBN 978-3-8369-5290-3

#### Herausgeberschaften
- Das neue Sagenbuch, mit Illustrationen von Rolf Rettich. Ravensburger Buchverlag, Ravensburg 1980.
- Die beste aller möglichen Welten, 22 Erzählungen zu einer Behauptung, Jugendbuch, zusammen mit Hans-Christian Kirsch, Ravensburger Buchverlag, Ravensburg 1984, ISBN 3-473-35024-9

### Sachbücher
- Der Versteckspieler, Die Lebensgeschichte des Wilhelm Busch, Union Verlag, Fellbach 1991, ISBN 3-407-80894-1

Neuausgabe: Zu Klampen Verlag, Springe 2011 ISBN 978-3866741553
- Zwischen den Zeilen. Zwischen den Stühlen. Mein Weg in die Welt der Bücher. Selbstpublikation. Books on Demand, Norderstedt 2021, ISBN 978-3-7534-2203-9